# Mariagrün
Mariagrün ist ein kleiner Stadtteil von Graz im südwestlichen Teil des Stadtbezirks Mariatrost. Er liegt in der Katastralgemeinde Wenisbuch. Er zeichnet sich durch seine malerische Lage inmitten von Hügeln, die Präsenz des Mariagrüner Bachs und den  Mariagrüner Wald aus.

## Geographie
Das Zentrum von Mariagrün befindet sich um die Mariagrüner Kirche. Von hier aus erstreckt sich die Umgebung in eine hügelige Landschaft. Eine geografische Besonderheit ist der höchste Punkt in der Umgebung, die „Platte“.

## Sehenswürdigkeiten

### Mariagrüner Kirche
Die römisch-katholische Mariagrüner Kirche ist das Kernstück des Stadtteils. Die Kirche hat eine prachtvolle Innenausstattung.

### Die Platte
Die Platte ist der höchste Punkt in der Umgebung von Mariagrün. Von diesem Aussichtspunkt aus bietet sich ein Panoramablick über die umliegende Landschaft.

### Mariagrüner Wald
Der Mariagrüner Wald, der sich im Zentrum des Stadtteils erstreckt, ist ein Naherholungsgebiet.

### Peter Rosegger Gedächtnisweg
Der Peter-Rosegger-Gedächtnisweg ist ein Touristenzentrum in Mariagrün. Der Weg bietet Einblicke in die Natur, kulturelle Informationen und die Möglichkeit, die Spuren von Peter Rosegger zu verfolgen.

## Wirtschaft und Infrastruktur
Die Wirtschaft von Mariagrün ist klein strukturell geprägt, wobei Restaurants, Bäckereien und Supermärkte eine wichtige Rolle spielen. Darüber hinaus verfügt Mariagrün seit 2014 über die Volksschule Graz-Mariagrün.
In Bezug auf die Infrastruktur verfügt Mariagrün über die Buslinie 81, die den öffentlichen Nahverkehr bedient. Diese Busse sind zu Schulzeiten vorrangig am Nachmittag im Einsatz.